# Карл Кеттембайль
Карл Кеттембайль (нім. Karl Kettembeil; 27 квітня 1890, Штеттін — 12 квітня 1976, Мюнхен) — німецький військово-повітряний діяч, генерал-лейтенант люфтваффе (1 червня 1943).

## Біографія
22 лютого 1910 року вступив в 19-й польовий артилерійський полк. Учасник Першої світової війни, з 2 серпня 1914 року — ад'ютант 1-го дивізіону 22-го резервного польового артилерійського полку, 28 червня 1915 року переведений в штаб-квартиру південної групи турецької армії в Дарданеллах. З 16 серпня 1915 року — льотчик-спостерігач 1-го турецького польового авіазагону. 27 вересня 1915 року під час Галліполійської битви збив ворожий літак. З 9 січня 1916 року — льотчик-спостерігач 300-го авіазагону «Паша». З 16 жовтня 1916 року —  начальник турецької школи льотчиків-спостерігачів в Сан-Стефано, поблизу Константинополя. З 28 січня 1917 року — командир авіагрупи «Смірна» 5-ї турецької армії, з 16 липня 1918 року — командувач авіацією 5-ї турецької армії. В листопаді-грудні 1918 року служив в демобілізаційному штабі «Одеса», з 19 грудня 1918 року — в комісії з перемир'я на Чорному і Середземному морях (зі штаб-квартирою в Одесі). 31 березня 1919 року інтернований в Салоніках, в липні 1919 звільнений і повернувся до Німеччини. 31 серпня 1919 року звільнений з армії.
У 1919-20 роках служив в штабі поліції безпеки Пруссії, в 1920-22 року — начальник загону охоронної організації на польсько-німецькому кордоні. У 1923-24 роках працював у відділі повітряних перевезень фірми «Гамбург-Америка» (Ганновер), з 1 липня 1924 року — виконавчий директор авіаційної служби цієї компанії в Ганновері.
1 лютого 1935 року вступив в люфтваффе. З 1 червня 1935 року — начальник оперативного відділу штабу 1-го авіаційного округу, з 1 червня 1937 року — командир 127-ї розвідувальної групи дальнього радіусу дії і комендант авіабази в Госларі. З 1 лютого 1939 року — ад'ютант штабу 2-го повітряного флоту. Учасник Польської кампанії. З 1 жовтня 1939 року — командувач авіацією 2-ї польової армії. Учасник Французької кампанії. Після поразки Франції 31 липня 1940 року поставлений на чолі 3-ї (з 1 лютого 1941 року — 1-ї) контрольної комісії ВПС, яка здійснювала контроль за дотриманням Францією умов перемир'я. З 1 червня 1941 року — командувач авіацією 17-ї армії. 15 грудня 1941 року був призначений командувачем авіацією групи армій «Центр», керував діями фронтової авіації і займався питаннями підтримки з повітря дій сухопутних військ, в тому числі під час боїв під Москвою. З 1 квітня 1942 року — військово-повітряний аташе в Лісабоні, з 1 липня 1943 року — в Анкарі. 1 серпня 1944 року інтернований в Туреччині, незабаром звільнений і 1 вересня 1944 року зарахований в резерв ОКЛ. 17 квітня 1945 року взятий в полон союзниками. 21 лютого 1947 року звільнений.

## Нагороди
- Залізний хрест 2-го і 1-го класу
- Срібна медаль «Ліакат» (Османська імперія; 1915) — за збитий ворожий літак.[2]
- Королівський орден дому Гогенцоллернів, лицарський хрест з мечами[2]
- Почесний хрест ветерана війни з мечами
- Медаль «За вислугу років у Вермахті» 4-го і 3-го класу (12 років)
- Комбінований Знак Пілот-Спостерігач в золоті з діамантами[1]